# Malik Azmani
Malik Azmani (Heerenveen, 20 januari 1976) is een Nederlands politicus van de Volkspartij voor Vrijheid en Democratie (VVD). Sinds 2 juli 2019 is hij lid van het Europees Parlement. Daarvoor was hij lid van de Tweede Kamer (2010-2019) en raadslid in de gemeente Ommen (2010-2014).

## Biografie

### Opleiding
Nadat Azmani van 1988 tot 1994 het vwo aan het Rijksscholengemeenschap "Sevenwolden" te Heerenveen had doorlopen, volgde hij van 1994 tot 1995 een Adelborst-officiersopleiding – korps administratie – aan het Koninklijk Instituut voor de Marine (KIM). Vervolgens studeerde hij van 1995 tot 2000 Nederlands recht (hoofdrichtingen privaatrecht en strafrecht) aan de Rijksuniversiteit te Groningen, waar hij tevens de bijvakken staats- en bestuursrecht volgde.
Vóór zijn Kamerlidmaatschap was hij onder andere actief als pleiter bij de IND en was hij directielid van de IND.

### Tweede Kamer
Sinds 17 juni 2010 was Malik Azmani lid van de Tweede Kamer namens de Volkspartij voor Vrijheid en Democratie. Azmani stond tijdens de Tweede Kamerverkiezingen van 2010 op de achttiende plaats. Hierop nam hij plaats in de Tweede Kamer als woordvoerder Sociale Zaken en Werkgelegenheid. Tussen 2010 en 2014 was hij ook raadslid in de gemeente Ommen. Tijdens het kabinet-Rutte II was Azmani Kamerlid met Immigratie & Asiel en Integratie in zijn portefeuille. Tevens was Azmani van november 2014 tot september 2018 voorzitter van de vaste commissie van Europese Zaken in de Kamer.
Azmani haalde het nieuws doordat hij in maart 2015 in de Tweede Kamer openlijk pleitte voor het sluiten van de grenzen. Daarmee zou terrorisme in Nederland kunnen worden voorkomen. Landen in het Midden-Oosten zouden dan vluchtelingen uit de eigen regio op moeten vangen. Premier Mark Rutte en staatssecretaris van Veiligheid en Justitie Klaas Dijkhoff zeiden wel blij te zijn met het voorstel van Azmani, maar dat het niet zomaar mogelijk was om de grenzen te sluiten. Geert Wilders, voorman van de PVV vond het "te betreuren" dat de VVD het "voorstel zomaar van tafel veegde."bron?
Gedurende de Tweede Kamerverkiezingen van 2017 was Azmani verkiesbaar op de tiende plaats van de VVD-lijst. Na de uitslag ging hij opnieuw de Kamer in; hij werd woordvoerder Immigratie & Asiel, Mensenhandel & Prostitutie en de WIV/AIVD.

### Europees Parlement
Hij was lijsttrekker namens de VVD voor de verkiezingen van het Europees Parlement in mei 2019 en werd verkozen. Op 7 juni 2019 nam hij afscheid van de Tweede Kamer en op 2 juli 2019 werd hij geïnstalleerd als lid van het Europees Parlement. Hij is eerste vicefractievoorzitter van Renew Europe, de fractie van de Europese liberalen (voorheen ALDE).
In 2019 gaf Azmani aan dat hij zich hier in het bijzonder wil inzetten voor veiligheid, migratie en handel. In januari 2024 werd de voorzitter van de Renew Europe-fractie, Stéphane Séjourné, minister van Buitenlandse Zaken in het Franse kabinet en werd Azmani interim-fractievoorzitter.

## Verkiezingsuitslagen
| Verkiezing                                 | Partij      | Positie | Stemmen |
| ------------------------------------------ | ----------- | ------- | ------- |
| Gemeenteraadsverkiezingen 2010 in Ommen    | VVD         | 3       | 144     |
| Tweede Kamerverkiezingen 2010              | VVD (lijst) | 18      | 1.605   |
| Tweede Kamerverkiezingen 2012              | VVD (lijst) | 20      | 1.874   |
| Tweede Kamerverkiezingen 2017              | VVD (lijst) | 10      | 3.127   |
| Gemeenteraadsverkiezingen 2018 in Zwolle   | VVD         | 30      | 36      |
| Europese Parlementsverkiezingen 2019       | VVD (lijst) | 1       | 365.155 |
| Gemeenteraadsverkiezingen 2022 in Den Haag | VVD         | 48      | 43      |